# Pete Rock
Peter O. Phillips (Nova York, 21 de juny de 1970), més conegut pel seu nom artístic Pete Rock, és un productor musical, DJ i raper nord-americà. És àmpliament reconegut com un dels més grans productors de hip hop de tots els temps, i sovint se l'esmenta juntament amb DJ Premier, RZA i Q-Tip com un dels pilars de la producció de hip hop de la costa est dels Estats Units dels anys noranta. Va guanyar protagonisme a principis dels anys noranta com a part del grup aclamat per la crítica Pete Rock & CL Smooth. Al principi de la seva carrera, també va ser famós pel seu treball de remescles.
Després que el duet se separés, Rock va continuar amb una carrera en solitari que li ha valgut el respecte mundial, tot i que poc en el camí de l'èxit general. Juntament amb grups com Stetsasonic, Gang Starr, A Tribe Called Quest i The Roots, Rock va tenir un paper important en la fusió d'elements del jazz amb la música hip hop (també conegut com a jazz rap).
Pete Rock és també el germà gran i el cosí petit, respectivament, dels rapers Grap Luva i Heavy D.

## Biografia
Pete Rock va néixer al Bronx a la ciutat de Nova York. És el quart de cinc fills nascuts de pares immigrants jamaicans. La seva família es va traslladar a Mount Vernon quan ell tenia set anys. Durant l'escola secundària, va conèixer el seu futur soci de gravació CL Smooth.

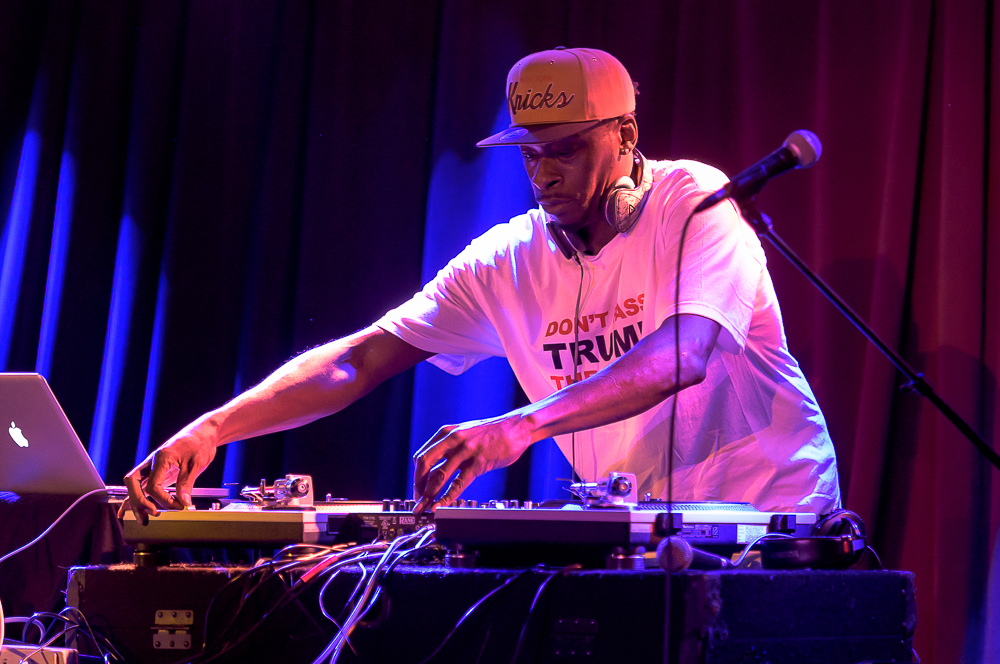
Rock actuant al Rahzel and Friends durant el Brooklyn Bowl de 2016.

Va assistir breument al John Jay College of Criminal Justice, però no era un estudiant seriós i va marxar per centrar-se en la seva carrera musical. Segons Rock, el seu pare també era un DJ a temps parcial que tenia una col·lecció de discos impressionant. Rock sovint acompanyava el seu pare a un club de cricket anomenat Wembley al Bronx i mirava com tocava discos per als convidats. La seva primera feina va ser com a repartidor de diaris al seu barri.

## Discografia

### Àlbums d'estudi
- Soul Survivor (1998)
- Soul Survivor II (2004)
- NY's Finest (2008)
- Soul Survivor 3 (TBA)

### Col·laboracions
- Mecca and the Soul Brother (amb CL Smooth) (1992)
- The Main Ingredient (amb CL Smooth) (1994)
- My Own Worst Enemy (amb Ed O.G.) (2004)
- 80 Blocks from Tiffany's (amb Camp Lo) (2011)
- Monumental (amb Smif-N-Wessun) (2011)
- 80 Blocks from Tiffany's 2 (amb Camp Lo) (2013, re-released in 2020)
- Don't Smoke Rock (amb Smoke DZA) (2016)
- Retropolitan (amb Skyzoo) (2019)
- 21 Grams: Worth It's Weight In Soul [sic] (amb AMXXR) (2021)

### Col·laboracions EPs
- All Souled Out (amb CL Smooth) (1991)
- The Basement Demos (amb CL Smooth) (2009)
- C (amb Canibus) (2022)
- Baby Boy Beat Tape (amb Bleq Saevan) (2023)

### Àlbums instrumentals
- PeteStrumentals (2001)
- The Surviving Elements: From Soul Survivor II Sessions (2005)
- PeteStrumentals 2 (2015)
- Lost Sessions (2017)
- Return of the SP1200 (2019)
- PeteStrumentals 3 (amb the Soul Brothers) (2020)
- PeteStrumentals 4 (2022)
- Return of the SP1200 Vol. 2 (2022)

### Recopil·latoris
- Pete's Treats (1999)
- Good Life: The Best of Pete Rock & CL Smooth (amb CL Smooth) (2003)
- Lost & Found: Hip Hop Underground Soul Classics (2003)